# تيري ديل (لاعب غولف، 1949)
تيري ديّل (بالإنجليزية: Terry Diehl) هو لاعب غولف أمريكي، ولد في 9 نوفمبر 1949 في روتشستر في الولايات المتحدة.

## وصلات خارجية
- تيري ديّل على موقع رابطة لاعبي الغولف المحترفين (الإنجليزية)